# Dipaenae acheron
Dipaenae acheron là một loài bướm đêm thuộc phân họ Arctiinae, họ Erebidae.